# Leucandra pyriformis
Leucandra pyriformis är en svampdjursart som först beskrevs av Lawrence Morris Lambe 1893.  Leucandra pyriformis ingår i släktet Leucandra och familjen Grantiidae. Inga underarter finns listade i Catalogue of Life.